# Valley Hill
Valley Hill – jednostka osadnicza w Stanach Zjednoczonych, w stanie Karolina Północna, w hrabstwie Henderson.